# 27 î.Hr.

## Evenimente
- Augustus a fost numit împărat și a acceptat doar titlul de princeps senatus.
- Sunt create cele două flote romane principale: Classis Misenensis  și Classis Ravennatis.

## Nașteri
- dată necunoscută: Irod al II-lea fiul lui Irod cel Mare și a Mariamnei a II-a (d. ?)

## Decese
- Marcus Terentius Varro, scriitor roman (n. 116 î.Hr.)